# 劇場版 魔法科高中的劣等生 呼喚繁星的少女
《劇場版 魔法科高中的劣等生 呼喚繁星的少女》（日語：劇場版 魔法科高校の劣等生 星を呼ぶ少女）為2017年的日本動畫電影，由吉田理沙子執導，改編自佐島勤的輕小說作品《魔法科高中的劣等生》。故事承接電視動畫第二季《來訪者篇》，下啟《雙七篇》。

## 登場角色
司波達也（聲：中村悠一）
司波深雪（聲：早見沙織）
千葉艾莉卡（聲：內山夕實）
西城雷歐赫特（聲：寺島拓篤）
柴田美月（聲：佐藤聰美）
吉田幹比古（聲：田丸篤志）
光井穗香（聲：雨宮天）
北山雫（聲：巽悠衣子）
七草真由美（聲：花澤香菜）
渡邊摩利（聲：井上麻里奈）
十文字克人（聲：諏訪部順一）
安潔莉娜・庫都・希爾茲（聲：日笠陽子）
班哲明・卡諾普斯（聲：山野井仁）
綿摘未九亞（聲：小原好美）
「海神系列」No.22調整體魔法師，14歲（外表比實際年齡小），標題「呼喚繁星的少女」之一，同系列的姊妹皆以剩下的調整體的先後編號順序來命名。（大部分調整體在實驗初期已報銷，僅剩9位）獲得盛永明子的幫助下逃離日本海軍研究所，並向達也等人說出自己的願望，希望他们能救出她的姊妹們。從出生開始一直都在研究所過着非人的生活，連洗澡都在消毒槽中度過，對外界的事物一無所知，連自己是魔法師、使用過魔法和CAD等相關認知都沒有。在達也等人救出全部「海神系列」調整體及替她們向魔法協會申請人權保護後，被送往四葉家接受保護，開始新的生活。
起初雖對面無表情的達也感到畏懼，但是在達也救出其姊妹後，漸漸接受了這位救命恩人，並在告別眾人時，向他露出笑容。在姊妹中，與四亞的感情最要好。
綿摘未四亞（聲：小原好美）
九亞的姊姊，「海神系列」調整體魔法師之一，與九亞的感情最要好。相當信任救出她們的達也。
兼丸孝夫（聲：安原義人）
日本海軍研究所的計畫負責人，對調整體魔法師像零件般對待，為求達到目的而不擇手段，企圖研發以「海神系列」魔法師和大型CAD來發動的戰略級魔法，藉此獲得軍方認同。因前次實驗成功後而強行提前執行把美國的廢棄戰略衛星引到地球。在失去九亞的情况下，仍不放棄實驗，強行利用剩餘8位調整體魔法師發動魔法。最後和部屬（除盛永明子等少數部屬之外）遭停職處分（因他沒經過上級允許擅自將美國的廢棄戰略衛星「第七災難」引到地球），計畫和實驗數據也被日本政府永遠強制終止並被達也刪除。
盛永明子（聲：岡寬惠）
日本海軍研究所的研究員，因受良心譴責而幫助九亞逃離研究所，以阻止她因實驗失去自我意識。盛永是七草次智郎的恩師，所以曾聯絡他透過真由美安排逃走用的飛機給九亞，但九亞卻誤上北山家的私人飛機，因而認識了深雪等人。在事件後因私放調整體魔法師遭處分囚禁，後被達也所救，並協助他救出其他「海神系列」調整體魔法師及告知他有關實驗的一切。
拉鲁夫·阿爾果路
USNA軍魔法師部隊「STARS」的魔法師，隸屬班哲明旗下的第一大隊。戰鬥能力高強，但有粗暴戰鬥狂的一面，時常在任務中造成不必要傷亡的問題人物。曾經連沒有反抗能力的小孩和實驗室成員都想殺掉，遭艾莉卡、雷歐和由魔法協會及十師族派來處理事件的十文字克人合力阻止，由班哲明帶走撤退。
拉鲁夫·哈第·米爾法克
USNA軍魔法師部隊「STARS」的魔法師。常被稱作「哈第」，個性樸實、剛毅。會操作用短劍型態的武裝一體型CAD製作的誘導飛翔體的魔法「舞蹈·編發」。曾企圖牽制深雪和幹比古但失敗。

## 製作人員
- 原作：佐島勤《魔法科高中的劣等生》（電擊文庫）
- 導演：吉田理沙子
- 角色設計、總作畫監督：石田可奈
- 劇本：佐島勤、中本宗應
- 音樂：岩崎琢
- 美術指導：小倉宏昌
- 美術設計：谷内優穗、藤井一志
- 機械設計：出雲重機
- 3D監督：田中康隆（MAD BOX）
- 攝影監督：川下裕樹（MAD BOX）
- 剪輯：木村佳史子（MAD BOX）
- 色彩設計：野口幸惠
- 音響監督：本山哲
- 音響效果：古谷友二
- 音響製作：STUDIO MAUSU
- 動畫製作：8bit[1][2]
- 發行商：Aniplex

## 音樂
電影主題曲SPEED STAR收錄於同名單曲，由GARNiDELiA主唱，MARiA作詞、toku作曲、編曲，並推出三個版本（一般版、初回限定版、期間限定版）。

## 上映與發行

### 上映
《劇場版 魔法科高中的劣等生 呼喚繁星的少女》2017年6月17日於日本59家戲院同步上映，前兩天進場的觀眾數總計106,796人，在日本電影觀影數排名調查中排行第五。最終獲得1億6297萬9360日圓的票房收入。
本片在IMDB上獲得6.9分。

### 發行
官方2018年1月24日同步推出一般版以及限定版的藍光光碟和DVD，完全生產限定版更收錄原作佐島勤執筆、石田可奈插圖的電影版文庫本、聲優評論等特典。不同商店購買另附有不同的特典贈品。
在巴哈姆特動畫瘋、myVideo亦可訂閱觀看本片。

## 外部連結
- 官方網站 （页面存档备份，存于）
- 互联网电影数据库（IMDb）上《劇場版 魔法科高中的劣等生 呼喚繁星的少女》的资料（英文）